# Кондобаево
Кондобаево — опустевшая деревня в составе Семёновского сельсовета в Уренском районе Нижегородской области.

## География
Находится на расстоянии примерно 19 километров по прямой на юг от районного центра города Урень.

## История
Известна с 1723 года. Деревня до 1768 года относилась к главной дворцовой канцелярии, потом Придворной конторы, с 1797 крестьяне стали удельными. Население было старообрядцами. В 1856 году было учтено 7 дворов и 77 жителей, в 1916 году 31 двор и 146 жителей. В советское время работали колхозы «Труженик» и «Большевик». В 1956 году было 186 жителей, а 1982 7 жителей. Последний житель выехал в 1986 году.

## Население
Постоянное население не было учтено как в 2002 году, так и в 2010.